# Dolní Věstonice (site)
Dolní Věstonice is een archeologische vindplaats uit het laatpaleolithicum nabij het dorp Dolní Věstonice in de Tsjechische regio Zuid-Moravië, aan de voet van de berg Děvín. Volgens radiokoolstofdatering dateert de site uit ongeveer 26.000 jaar geleden (BP). De site is uniek omdat het een bijzonder overvloedige bron was van prehistorische artefacten uit het Gravettien, een periode die grofweg duurde van 29.000 tot 22.000 BP. De site bevat een overvloed aan kunst, gebeeldhouwde afbeeldingen van mannen, vrouwen en dieren, sieraden, menselijke begrafenissen en raadselachtige gravures.
Kort nadat de opgravingen van 1924 begonnen, werd het belang van Dolní Věstonice duidelijk. Duizenden keramische artefacten, waarvan er vele dieren afbeeldden, werden gevonden. Tot de uit klei gevormde dieren behoren leeuwen, neushoorns en mammoeten. Naast deze artefacten werden twee beeldjes gevonden die vrouwen uitbeelden. Een van de beeldjes, bekend als de Venus van Dolní Věstonice, werd gevonden op een heuvel tussen verkoolde mammoetbeenderen. De andere beeldde een vrouw af met een misvormd gezicht. Speculaties over de relatie van het tweede beeldje met een ter plaatse begraven vrouw, die een vervorming aan dezelfde kant van het gezicht had, impliceerden een verband tussen de twee. 

## Beschrijving
Dolní Věstonice was een jachtkamp gelegen langs een beekje. De mensen jaagden op mammoeten en andere kuddedieren, waarbij ze mammoet- en andere botten verzamelden die gebruikt werden om een omheining rond de leefruimte aan te leggen. In het midden van de omheining was een groot kampvuur en de hutten waren gegroepeerd binnen het bottenhek.
Op de kleivloeren van de hutten werden indrukken van netten gevonden, bewaard gebleven toen de structuren afbrandden waardoor de klei verhardde. Deze indrukken suggereren dat deze mensen, naast het jagen op mammoeten met speren, netten gebruikten om kleinere prooien te vangen. Ten slotte is aangetoond dat de op de locatie gevonden schelpen afkomstig waren uit de Middellandse Zee, wat erop wijst dat de mensen ofwel reisden om ze te verzamelen, ofwel handelspartners waren met andere groepen.

### Dug-out
80 meter stroomopwaarts werd een in de oever gegraven dug-out gevonden. In en rond de resten van een veldoven werden naar schatting 2.300 kleibeeldjes van verschillende dieren gevonden. Dit is mogelijk een van de eerste voorbeelden van een overdekte oven, heet genoeg om klei te bakken. De meeste beeldjes waren gebroken en in fragmenten gevonden. De algemene consensus is dat ze waarschijnlijk opzettelijk en misschien ritueel werden gebroken, maar de reden hiervoor is nog onduidelijk. 

### Turfstok

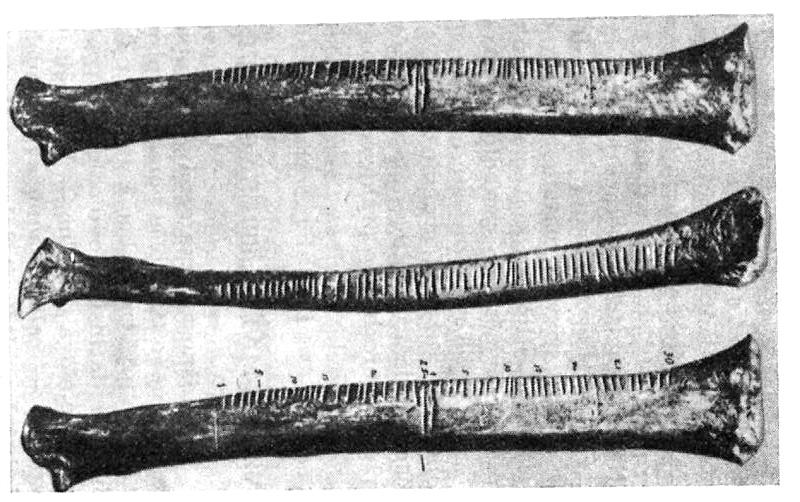
mogelijke turfstok

Het zogenaamde "Wolfsbot" is een prehistorisch artefact dat in 1937 werd ontdekt tijdens opgravingen onder leiding van Karel Absolon. Het bot is gemarkeerd met 55 inkepingen waarvan sommigen denken dat het turven zijn.  

### Textiel
Op de vindplaats werden afdrukken in klei gevonden van textiel. Bewijs uit verschillende locaties in Tsjechië geeft aan dat de wevers uit het laatpaleolithicum een verscheidenheid aan technieken gebruikten waarmee ze gevlochten manden, netten en verfijnde getwijnde en effen geweven stoffen konden produceren. 

### Vrouwenbeeldjes

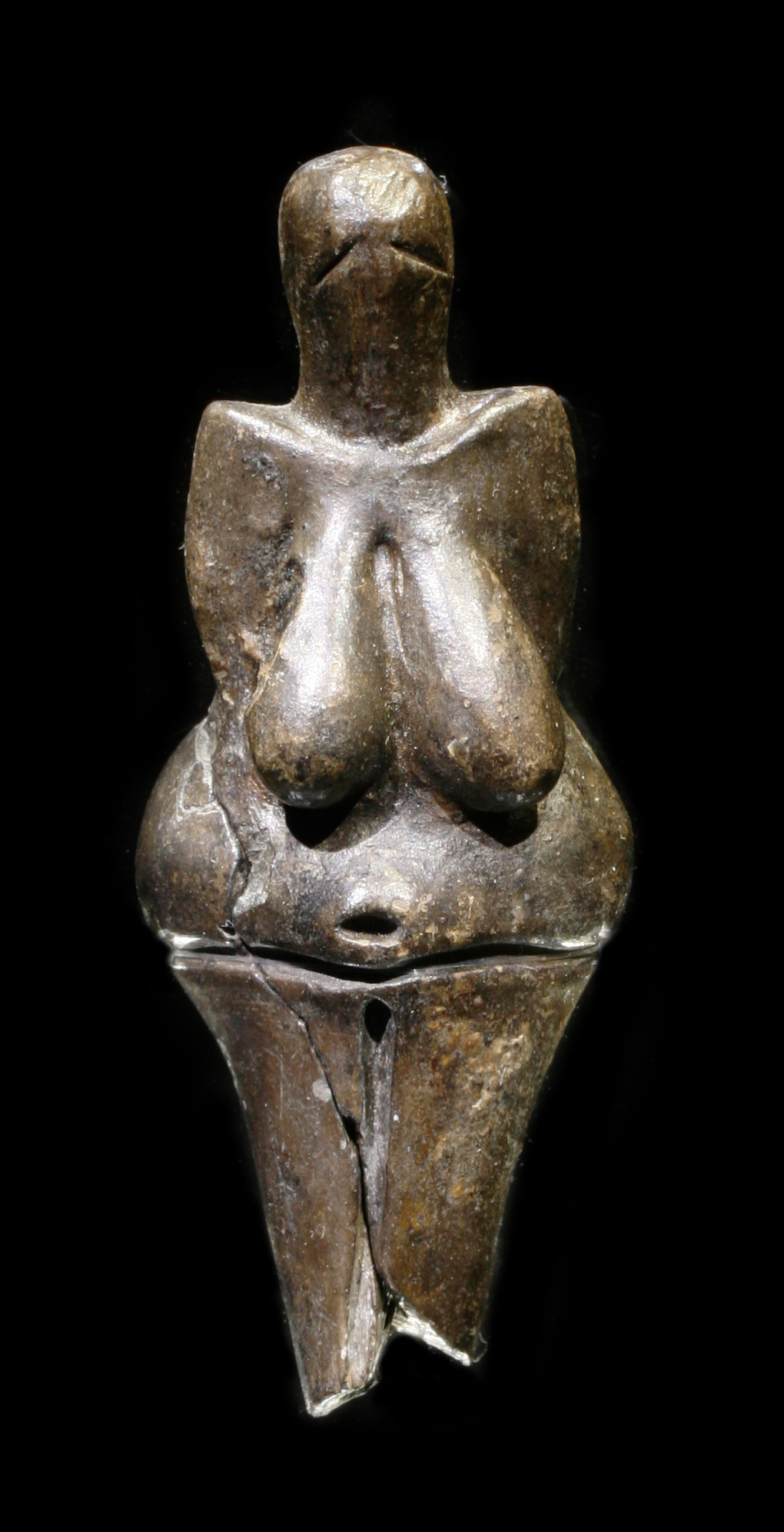
Venus van Dolní Věstonice

De artefacten van Dolní Věstonice omvatten ook enkele van de vroegste voorbeelden van gebakken kleisculpturen, waaronder de Venus van Dolní Věstonice, daterend uit 26.000 jaar geleden. Het is een keramisch beeldje van een naakte vrouw met brede heupen. Dit beeldje is vergelijkbaar met andere beeldjes die in het hele gebied zijn gevonden op nabijgelegen archeologische vindplaatsen zoals Willendorf en Balzi Rossi. In 2004 toonde een tomograafscan van het beeldje een vingerafdruk van een kind dat het moet hebben aangeraakt voordat het werd gebrand. Het merendeel van de kleibeeldjes van Dolní Věstonice werd gevonden rond de dug-out of de centrale vuurplaats op het terrein.

### Gesneden ivoren figuur van een jonge man
Opvallend is ook een sculptuur die het eerste voorbeeld van portretkunst (dwz de weergave van een specifieke persoon) kan vertegenwoordigen. De meeste antropomorfe figuren op deze site hebben geen duidelijke gelaatstrekken, maar deze figuur, gesneden in mammoetivoor en ongeveer tien centimeter hoog, lijkt het portret van een jongeman te zijn met een zware botstructuur, dik, lang haar dat tot over zijn schouders reikt en mogelijk sporen van een baard. Oorspronkelijk gevonden in 1891, bestonden er twijfels of het een vervalsing zou kunnen zijn. Deeltjesspectrometrieanalyse uitgevoerd aan het Space Technology Center van de Universiteit van Kansas plaatste de datum van het gesneden oppervlak van het ivoor echter op ongeveer 26.000 BP.

### Gesneden ivoren vrouwenhoofd
Bij de hutten werd een ivoren figuur in de vorm van een vrouwenhoofd ontdekt. De linkerkant van het gezicht van de figuur was vervormd.

### Graf van een vooraanstaande vrouw
Een van de begrafenissen, gelegen in de buurt van de hutten, onthulde een vrouwelijk skelet van meer dan 40 jaar oud, ritueel geplaatst onder een paar gigantische schouderbladen, de een leunend tegen de ander. Verrassend genoeg was de linkerkant van de schedel op dezelfde manier misvormd als de bovengenoemde uitgesneden ivoren figuur, wat aangeeft dat de figuur een bewuste afbeelding was van dit specifieke individu. De botten en de aarde rondom het lichaam bevatten sporen van rode oker, er was een vuurstenen speerpunt bij de schedel geplaatst en met één hand werd het lichaam van een vos vastgehouden. Dit suggereert dat dit de begraafplaats van een sjamaan was. De site is daarmee niet alleen de oudste vindplaats van keramische beeldjes en artistieke portretten, maar ook van bewijzen van vrouwelijke sjamanen.

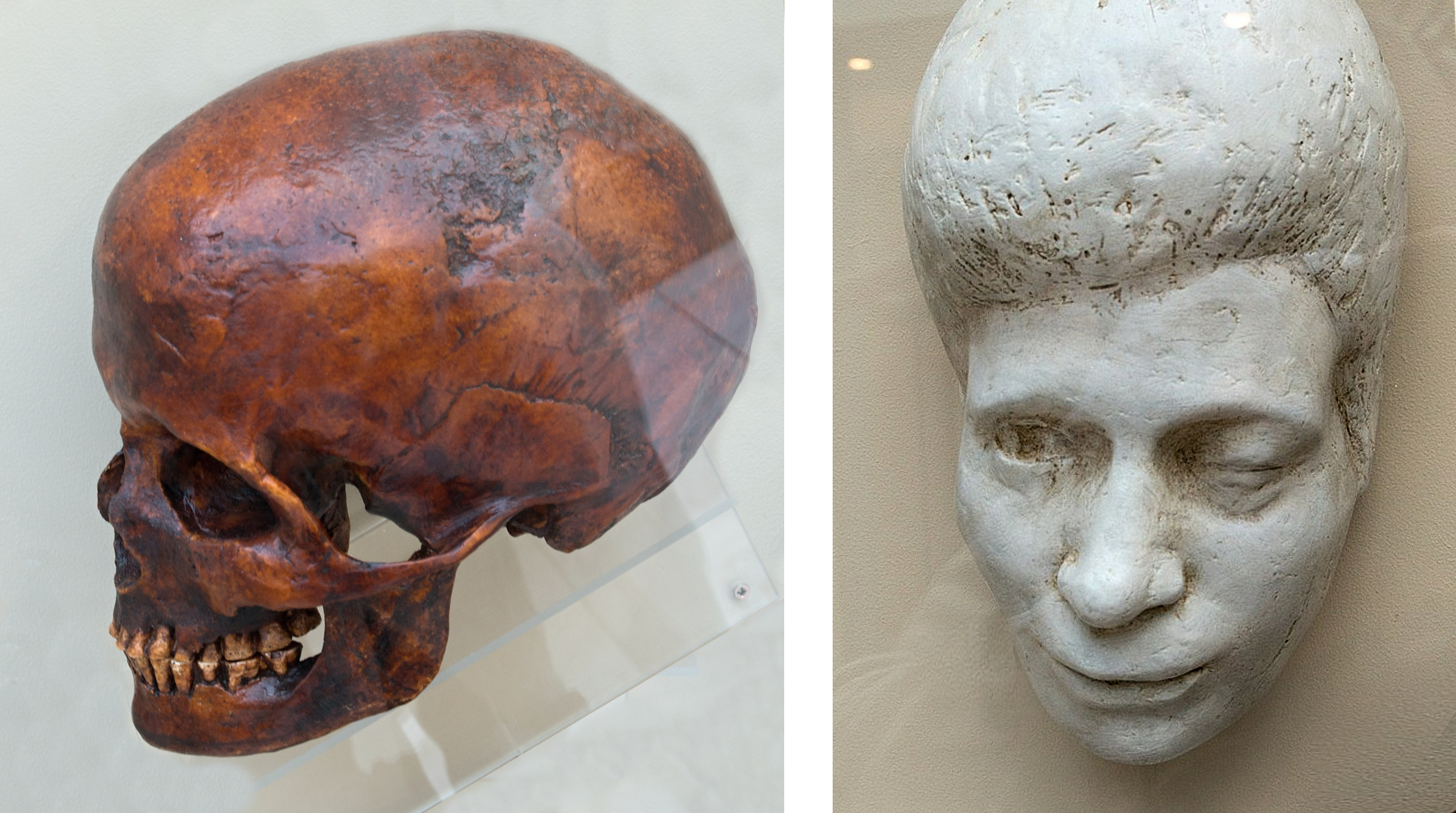
vrouwelijke schedel en gezichtsreconstructie
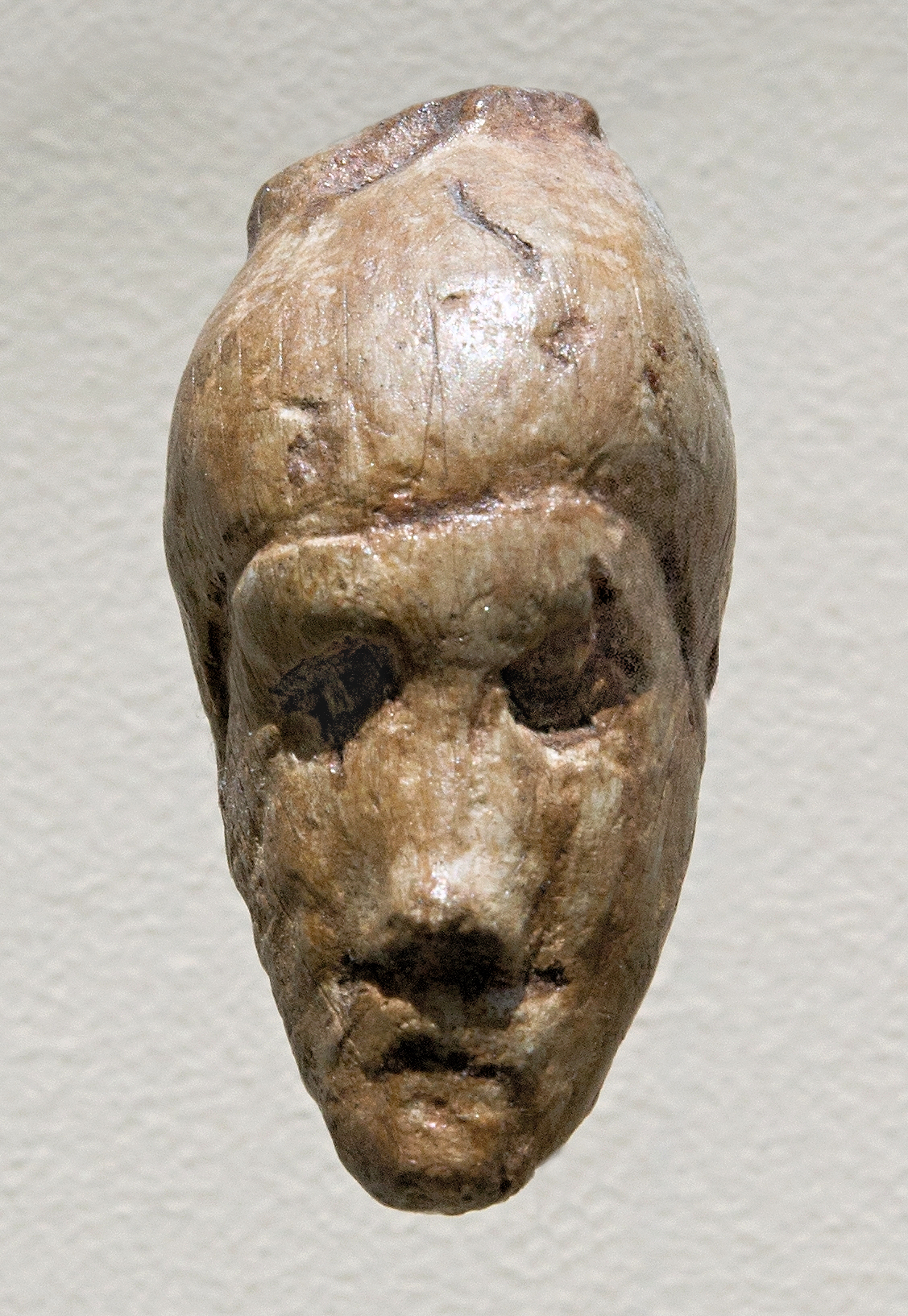
vrouwenhoofd uit ivoor

### Drievoudige begrafenis

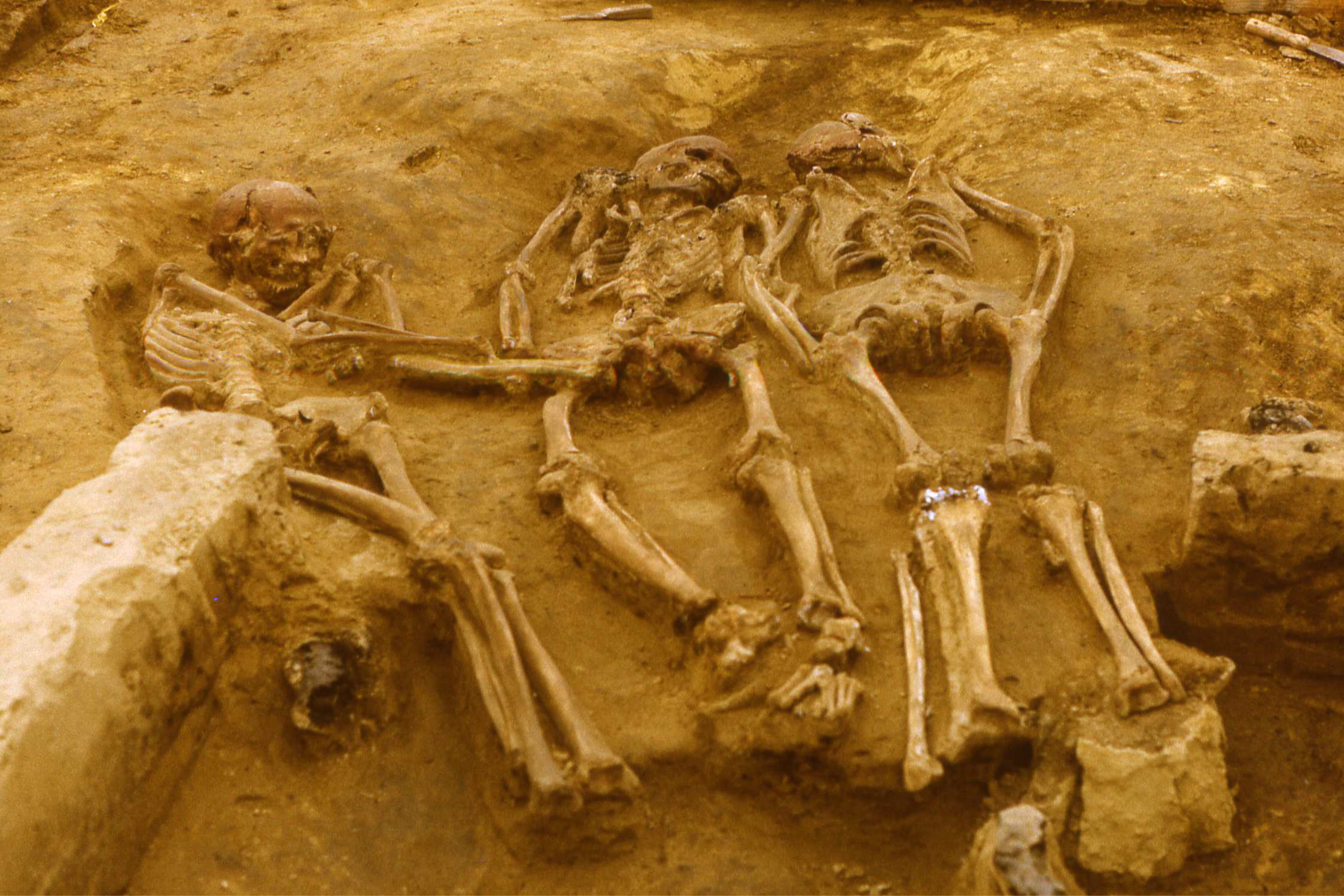
drievoudig graf

Tijdens een opgraving op de locatie in 1986 werd een goed bewaarde drievoudige begrafenis opgegraven, gedateerd op 28.000 BP. Er werden de stoffelijke resten van drie mannelijke individuen gevonden. Aanvankelijk werd aangenomen dat het middelste van de drie lichamen een vrouw was, maar DNA-bewijs toonde dat het een man was. De lichamen lagen in een uitgestrekte lengtepositie, bedekt door verbrande sparrenblokken en takken. Het lichaam in het midden werd als eerste geplaatst en werd gedeeltelijk bedekt door de andere twee. De andere twee bevonden zich in verschillende posities. De een lag met zijn gezicht naar beneden en de ander op zijn zij, met de handen tot aan de schaamstreek van het middenlichaam. De hoofden van alle drie waren bedekt met rode oker, terwijl het centrale lichaam ook rode oker rond zijn schaambeen had. Er wordt aangenomen dat alle drie de individuen verwant zijn op basis van drie zeldzame kenmerken: eenzijdige afwezigheid van de voorhoofdsholte, specifieke auditieve exostosen en impactie van de bovenste verstandskiezen. Aangenomen wordt dat elk individu op het moment van overlijden ongeveer 16 tot 25 jaar oud was. De middelste persoon leed aan een genetische pathologie die resulteerde in een gebogen vorm van zijn benen. Boven het bekken werd rode oker gevonden, een pigment dat vaak wordt gebruikt bij rituelen. 

## Archeogenetica

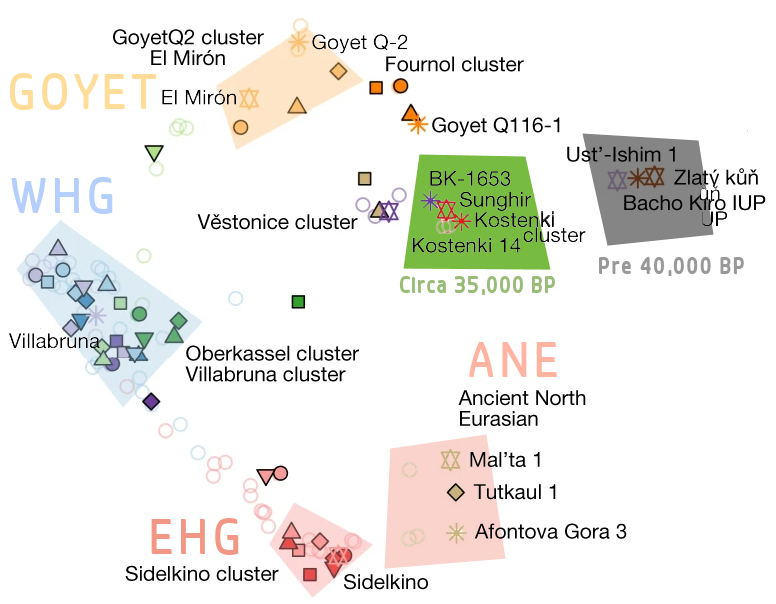
Genetische positie van de Věstonice-cluster onder andere oude Euraziatische jager-verzamelaars

Drie inwoners van Dolní Věstonice leefden 31.155 jaar geleden (gekalibreerde datum) en bleken mitochondriale haplogroep U te hebben, en één bewoner mitochondriale haplogroep U8.  
De Věstonice-individuen vormen een aparte genetische cluster die het resultaat is van een vermenging tussen westelijke en oostelijke lijnen, vertegenwoordigd door de genomen van de c. 35.000 jaar oude Goyet Q116-1-persoon uit België en de c. 34.000 jaar oude Soengir-individuen uit West-Rusland. De Věstonice-individuen vertonen een grotere affiniteit met de Soengir- en Kostjonki-individuen dan met het Goyet Q116-1-individu, en kunnen worden gemodelleerd als ongeveer 64% Soengir-gerelateerde en 36% Goyet-Q116-gerelateerde afkomst. 
De Y-chromosoom-haplogroep waargenomen bij Vestonice 16 behoorde tot haplogroep C1a2 (V20+, V86+). In het Vestonice 13-monster werd de Y-chromosomale haplogroep CT (niet IJK-L16) (CTS109+, CTS5318+, CTS6327+, CTS8243+, CTS9556+, Z17718+, Y1571+, M5831+) bepaald, voor het Vestonice 15-monster de Y-chromosoom haplogroep BT (PF1178+).), en voor het Vestonice 43-monster, de Y-chromosoom-haplogroep F (niet I) (P145+, P158+).  
- Library of Congress Control Number: n84035786
- Nationale Bibliotheek van Israël: 987007557493705171
- Virtual International Authority File: 130232243